# Relations métriques
En géométrie, le terme relations métriques peuvent désigner les relations
- entre des côtés et des angles dans un triangle ;
- entre des segments et des angles dans un cercle.

## Quelques relations dans le triangle

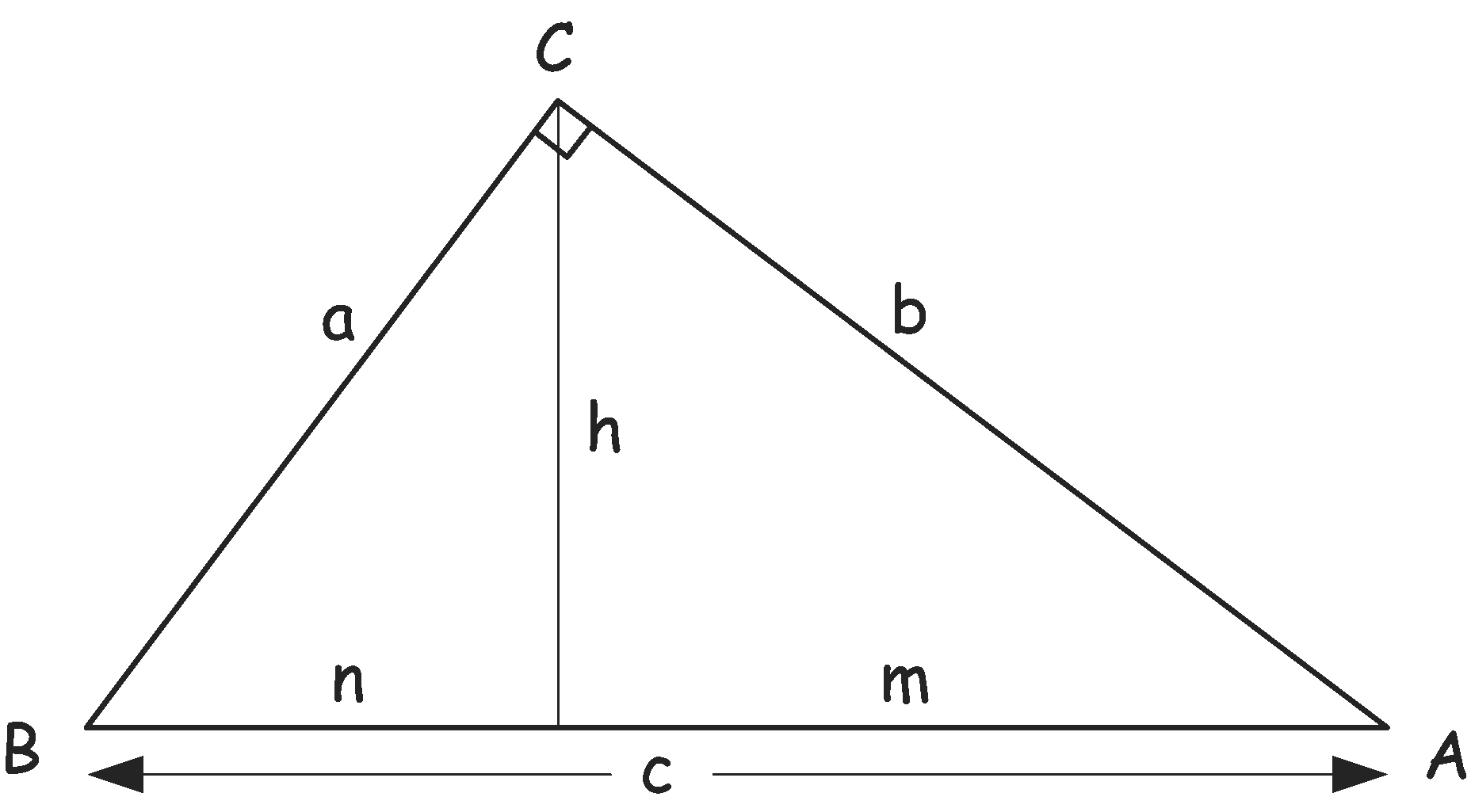
Triangle rectangle avec les angles et les côtés identifiés.

Dans les relations qui suivent, A, B et C désignent les angles, alors que a, b et c désignent les côtés opposés dans le triangle.
- Dans tous triangles rectangles, le côté opposé à un angle de 30 degrés mesure la moitié de la longueur de l'hypoténuse[1].
- Dans tous triangles rectangles, « la mesure de chaque côté de l’angle droit est la moyenne proportionnelle entre la mesure de sa projection sur l’hypoténuse et celle de l’hypoténuse entière[2]. » Selon les côtés nommés dans la figure ci-contre,

{\displaystyle {\frac {m}{b}}={\frac {b}{c}}}     ou     {\displaystyle m\cdot c=b^{2}}
- Dans tous triangles rectangles, « la mesure de la hauteur issue du sommet de l’angle droit est moyenne proportionnelle entre les mesures des deux segments qu’elle détermine sur l’hypoténuse[2]. » Selon les côtés nommés dans la figure ci-contre,

{\displaystyle {\frac {n}{h}}={\frac {h}{m}}}     ou     {\displaystyle m\cdot n=h^{2}}
- Dans tous triangles rectangles, « le produit des mesures de l’hypoténuse et de la hauteur correspondante égale le produit des mesures des côtés de l’angle droit[2]. » Selon les côtés nommés dans la figure ci-contre,

{\displaystyle c\cdot h=a\cdot b}
- Dans tous triangles rectangles, la somme des inverses des carrés des longueurs des cathètes égale l'inverse du carré de la hauteur. Selon les côtés nommés dans la figure ci-contre,

{\displaystyle {\frac {1}{a^{2}}}+{\frac {1}{b^{2}}}={\frac {1}{h^{2}}}}

## Quelques relations dans le cercle
- Dans un cercle, la plus grande corde est un diamètre[3].
- Dans un cercle, la médiatrice de n'importe quelle corde détermine un diamètre.